# Theodore Ushev

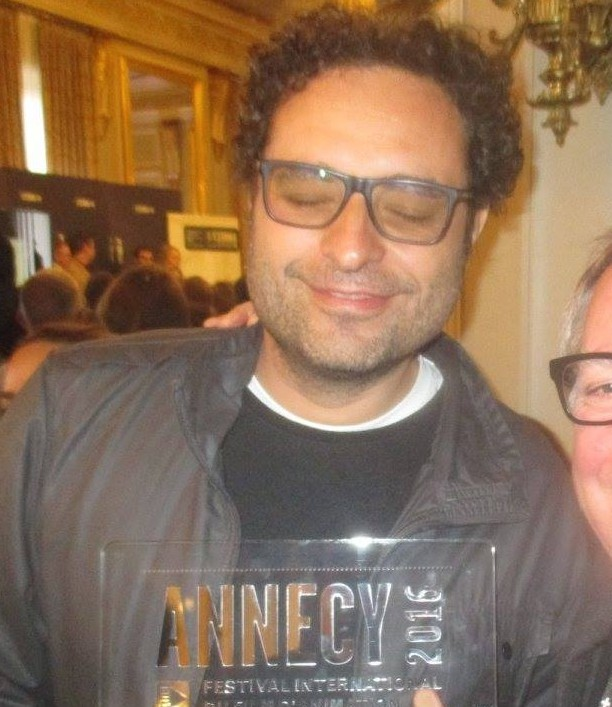
Theodore Ushev

Theodore Ushev (Kyustendil, 4 de fevereiro de 1968) é um animador, designer gráfico e ilustrador búlgaro. Como reconhecimento, foi nomeado ao Oscar 2017 na categoria de Melhor Animação em Curta-metragem por Blind Vaysha.